# Jay Baruchel
Jonathan Adam „Jay” Saunders Baruchel (ur. 9 kwietnia 1982 w Ottawie) – kanadyjski aktor, komik, scenarzysta i reżyser.

## Filmografia

### filmy fabularne
- 2000: U progu sławy jako Vic Munoz
- 2002: Żyć szybko, umierać młodo jako Harry, „przyjaciel” Paula
- 2004: Za wszelką cenę jako Danger Barch
- 2007: Wpadka jako Jay
- 2008: Jaja w tropikach jako Kevin Sandusky
- 2009: Noc w muzeum 2 jako Sailor Joey Motorola
- 2010: Dziewczyna z ekstraklasy jako Kirk Kettner
- 2010: Jak wytresować smoka jako Hiccup Horrendous Haddock 3 (czkawka) – głos
- 2010: Uczeń czarnoksiężnika jako Dave Stutler
- 2010: Legenda o smoku Gnatochrupie jako Hiccup (głos)
- 2011: Zabijaka jako Pat
- 2012: Cosmopolis jako Shiner
- 2013: To już jest koniec w roli samego siebie
- 2014: RoboCop jako Tom Pope
- 2014: Jak wytresować smoka 2 jako Czkawka (głos)
- 2019:   Jak wytresować smoka 3 jako Czkawka (głos)

### seriale TV
- 1995, 1999–2000: Czy boisz się ciemności? jako Joe / Alex / Ross Doyle / Jason Midas
- 1998: Niefortunna czarownica jako Bean Pole
- 2001–2002: Studenciaki jako Steven Karp
- 2006–2007: Wzór jako
- 2012–2018: Jeźdźcy smoków jako Czkawka (głos)
- 2014: Chłopaki z baraków j
- 2015–2017: Man Seeking Woman jako Josh Greenberg